# Pia Carmen Lionetti
Pia Carmen Maria Lionetti (San Giovanni Rotondo, 26 februari 1987) is een Italiaans boogschutter.
Lionetti studeert bewegingsleer aan de universiteit in Foggia. Ze behaalde haar eerste internationale prijs met boogschieten in 2002, toen ze de gouden medaille won op het Wereldkampioenschap Junioren in Nymburk. Sindsdien heeft ze diverse nationale en internationale prijzen gewonnen. In 2008 behaalde ze individueel brons op het EK Outdoor in het Franse Vittel, op het EK Indoor eerder dat jaar, werd ze in de kwartfinale uitgeschakeld.
Lionetti deed mee aan de Olympische Spelen in Peking (2008), waar ze om de knock-outfase werd verslagen door Bérengère Schuh. Het Italiaanse team eindigde in de kwartfinale. In 2012 deed ze wederom mee aan de Olympische Zomerspelen. In Londen kwam ze samen met Natalia Valeeva en Jessica Tomasi uit in de teamwedstrijd. Het drietal werd in de eerste ronde uitgeschakeld. In het individuele toernooi bereikte Lionetti de finaleronde door in de 1/16-finale de hogergeplaatste Amerikaanse Miranda Leek te verslaan.